# Ана Бекута
Надежда Полић (Прибојска Бања, 6. септембар 1959), познатија под уметничким псеудонимом Ана Бекута, српска је певачица фолк и поп-фолк музике. Професионалну музичку каријеру започела је 1985. године, када је снимила албум са хит-песмом Ја нисам рођена да живим сама. До сада је објавила осамнаест албума, на којима се налазе бројни хитови: Ја нисам рођена да живим сама, Ти ми требаш, Рано моја, Бекрија, Остављена, Весељак, Имам један живот, Олуја, Краљ поноћи, Златиборске зоре, Заволех те, Све сам стекла сама, Умри мушки, Успомене, Треба времена, Црвен конац, Бројаница, Маните се, људи... Добитница је бројних награда и признања, међу којима су и Национални естрадно-музички уметник Србије, Естрадно-музичка награда Србије за животно дело и Повеља Културно-просветне заједнице. Почев од 2011. године, сваке године приређује концерте у београдском Центру Сава.

## Биографија
Рођена је као Надежда Полић, најстарија ћерка Бранка(-1997) и Милице Полић(-2023), има две млађе сестре. У Прибоју је завршила гимназију. Као девојчица певала је у школском хору и културно-уметничком друштву, а 1974. године на такмичењу „Први глас Прибоја“ освојила је друго место.
Први певачки ангажман имала је 1980. године и наредних пет година певала је по ресторанима и хотелима широм тадашње Југославије. Уметничко име Ана Бекута је узела 1985. на предлог Предрага Вуковића Вукаса, јер је тада на сцени било више Нада које су се бавиле народном музиком (Нада Топчагић, Нада Мамула, Нада Обрић). Године 1985. снима свој дебитантски албум за ПГП-РТБ под називом „Ти си мене варао“, на ком се налази један од њених највећих хитова "Ја нисам рођена да живим сама". Уследили су албуми Ти ми требаш (1986) са истоименим хитом, Само ти (1987), Увек постоји нада (1988). 1989. године са песмом Рано моја победила је на фестивалу МЕСАМ и исте године објавила албум са хитовима: Рано моја, Стани, стани, зоро, Бог те казнио, Како ми је, питаш сад, Шта би била ја, шта би био ти. На овом албуму започела је сарадњу са аранжером и продуцентом Драганом Стојковићем Босанцем. Веома успешан био је и албум из 1991. године, са ког су се издвојиле песме: Бекрија, Остављена ја, Ту сам руку да ти пружим, Моје очи погледај и Туго моја црноока, са којом је учествовала на фестивалу МЕСАМ. Албум из 1993. године донео је нове хитове: Весељак, Имам један живот, Питаш како живим, Ех, ђаволе, Што ме ниси будио, а са албума, објављеног 1995. године, на коме је сарађивала са Злајом Тимотићем, издвојиле су се песме Олуја, Не жалим ја, Тај живот мој. У сарадњи са Марином Туцаковић и Александром Радуловићем Футом, 1996. године објављује веома успешан албум Опет имам разлога да живим, на ком се налазе хитови: Краљ поноћи, Златиборске зоре, Све сам стекла сама, Умри мушки, Заволех те, Опет имам разлога да живим. 1998. године за ПГП РТС објавила је албум Све је боље од самоће, а 1999. године постала је део Гранд продукције и снимила албум са хитовима: Успомене, Не живим сама и Годинама. И наредни албуми (2001, 2003. и 2005) донели су хитове: Црвен конац, Како да те љубим после ње, Треба времена, Бројаница, Откуд баш ти. 2006. године учествује на Беовизији (песма Конак), побеђује на фестивалу "Драгиша Недовић" са песмом Добро јутро, лепи мој, осваја другу награду жирија на фестивалу Бар (песма Празник) и другу награду публике за песму Лудува месечина на фестивалу Валандово у Македонији. Исте године, објавила је свој петнаести албум, на коме се, осим песама са поменутих фестивала, налазе и хитови: Маните се, људи и С тобом бар знам где је дно. 2007. године учествовала је на фестивалу "Драгиша Недовић", певајући дуетску песму са својом кумом Миром Шкорић, а наредне године на другом Гранд фестивалу отпевала је баладу Ничија. Са албума из 2009. и 2013. године издвојиле су се песме Благо мени, Очи црне, очи лажне, Пао мрак, Хвала, љубави, Воли ме, воли и Што је моје, то је само моје. Након неколико синглова, објављених од 2014. до 2017. године, 2018. године објавила је албум Име среће.
После развода од бубњара Предрага Видовића Преје 1992. године дошла је из Шапца, где су до тада живели, у Београд.
Добитница је бројних награда и признања за свој вишегодишњи рад, међу којима су: Повеља Културно-просветне заједнице, Национални естрадно-музички уметник Србије, Повеља за изузетан допринос развоју естрадно-музичке делатности, Естрадно-музичка награда Србије за животно дело. Њена песма Весељак изабрана је за једну од шездесет најлепших песама народне музике.
Први солистички концерт у Београду одржала је у Сава центру, 22. фебруара 2011. године. Од тада, у овој дворани сваке године приређује концерте.
Почев од 2014. године, чланица је стручног жирија у музичком такмичењу "Звезде Гранда". Од 2012. године је у вези са некадашњим српским министром Милутином Мркоњићем. Мајка је једног сина, од кога има унука и унуку.

## Награде и признања
Добитница је значајних признања за свој рад, међу којима се издвајају:
- Национални естрадно-музички уметник Србије (2020)[8]
- Естрадно-музичка награда Србије за животно дело Савеза естрадно-музичких уметника Србије (СЕМУС) (2018)
- Повеља за изузетан допринос развоју естрадно-музичке делатности од стране Самосталног синдиката естрадних уметника и извођача Србије и СЕМУС-а (2016)
- Естрадно-музичка награда Србије (2016)
- Повеља Културно-просветне заједнице (2015)
- Нај жена 21. века у области народне музике

## Дискографија

### Албуми
- 1985. Ти си мене варао (ПГП РТБ)
- 1986. Ти ми требаш (ПГП РТБ)
- 1987. Само ти (ПГП РТБ)
- 1988. Увек постоји нада (Дискос)
- 1989. Стани, стани зоро (ПГП РТБ)
- 1991. Ту сам руку да ти пружим (ПГП РТБ)
- 1993. Питаш како живим (ПГП РТС)
- 1995. Тај живот мој (ПГП РТС)
- 1995. Јасу Србијо / Γεια Σου Σερβια
- 1996. Опет имам разлога да живим (ПГП РТС)
- 1998. Све је боље од самоће (ПГП РТС)
- 1999. Крив си само ти (Гранд продукција)
- 2001. Свирајте ми ону песму (Гранд продукција)
- 2003. Две сузе (Гранд продукција)
- 2005. Бројаница (Гранд продукција)
- 2006. Маните се, људи (Гранд продукција)
- 2009. Благо мени (Гранд продукција)
- 2013. Хвала, љубави! (Гранд продукција)
- 2018. Име среће (Гранд продукција)
- 2023. Грешила сам (Бројаница Тон)
- 2023. И за вас, који нисте смели (Бројаница Тон)

### Синглови
- 2009. Љубав без адресе
- 2010. Морава се није уморила
- 2010. Закон љубави
- 2014. Опасна
- 2014. Гуча
- 2015. Ништа не обећавам
- 2016. Твоја заувек
- 2017. Балада о мајци
- 2019. Кажи збогом момачком животу
- 2023. Касно да се кајем

### Спотови
| Спот                      | Година | Режисер          |
| ------------------------- | ------ | ---------------- |
| Ти ми требаш              | 1986   |                  |
| Рано моја                 | 1989   |                  |
| Стани зоро                | 1989   |                  |
| Занеле те ноћи            | 1991   |                  |
| Нема повратка на старо    | 1991   |                  |
| Срећан дан                | 1991   |                  |
| Ту сам руку да ти пружим  | 1991   |                  |
| Не жалим ја               | 1995   |                  |
| Дуго те није било         | 1995   |                  |
| Иду путем двоје не говоре | 1995   |                  |
| Горим                     | 1995   |                  |
| Хтела сам теби бити жена  | 1995   |                  |
| Тај живот мој             | 1995   |                  |
| Олуја                     | 1995   | Дејан Милићевић  |
| Златиборске зоре          | 1996   |                  |
| Заволех те                | 1996   | Дејан Милићевић  |
| Краљ поноћи               | 1996   |                  |
| Умри мушки                | 1996   |                  |
| Ма што баш ти             | 2003   |                  |
| Опасна                    | 2014   | Горан Шљивић     |
| На извору Видовдана       | 2015   | Дејан Милићевић  |
| Успомене                  | 2017   | Станко Вучићевић |
| Име среће                 | 2017   | Ведад Јашаревић  |
| Пређи на љубав            | 2017   | Ведад Јашаревић  |
| Нећу се смирити           | 2017   | Ведад Јашаревић  |
| Мој си, нека се зна       | 2017   | Ведад Јашаревић  |
| Метар                     | 2017   | Ведад Јашаревић  |
| Знам да те боли           | 2017   | Ведад Јашаревић  |
| Застани, животе           | 2017   | Ведад Јашаревић  |
| Пођи па на старо дођи     | 2017   | Ведад Јашаревић  |
| Грам                      | 2022   | Д.Шљивић         |
| Касно да се кајем         | 2023   | Дејан Милићевић  |
| Био си мој краљ           | 2023   | Давид Мићић      |
| Друга кафана              | 2023   | Лаки саунд       |

## Најпознатије песме
- Ја нисам рођена да живим сама (1985)
- Ти ми требаш (1986)
- Рано моја (1989)
- Стани, стани, зоро (1989)
- Ту сам руку да ти пружим (1991)
- Туго моја црноока (1991)
- Бекрија (1991)
- Остављена (1991)
- Весељак (1993)
- Имам један живот (1993)
- Питаш како живим (1993)
- Што ме ниси будио (1993)
- Олуја (1995)
- Не жалим ја (1995)
- Златиборске зоре (1996)
- Краљ поноћи (1996)
- Све сам стекла сама (1996)
- Заволех те (1996)
- Опет имам разлога да живим (1996)
- Успомене (1999)
- Црвен конац (2001)
- Треба времена (2003)
- Бројаница (2005)
- Маните се, људи (2006)
- Добро јутро, лепи мој (2006)
- С тобом бар знам где је дно (2006)
- Ничија (2008)
- Благо мени (2010)
- Што је моје, то је само моје (2012)
- Пао мрак (2013)

## Концерти у Београду
- 2011. Сава центар, 22. фебруар
- 2012. Сава центар, 24. април
- 2013. Сава центар, 23. мај
- 2014. Сава центар, 13. март
- 2015. Сава центар, 19. и 28. октобар
- 2016. Сава центар, 18. и 26. октобар
- 2017. Сава центар, 21. и 22. октобар
- 2018. Сава центар, 25. октобар
- 2019. Сава центар, 27. новембар и 29. децембар

## Фестивали
- 1985. Хит парада - Ја нисам рођена да живим сама
- 1985. МЕСАМ - Ја нисам рођена да живим сама
- 1986. Хит парада - Ти ми требаш
- 1987. МЕСАМ - Памтиш ли то
- 1988. Вогошћа, Сарајево - Волим га, мајко волим
- 1989. Посело године 202 - Дошли дани, растасмо се сами
- 1989. МЕСАМ - Рано моја, победничка песма
- 1990. Посело године 202 - Како ми је питаш сад / Стани, стани зоро
- 1990. Хит парада - Бог те казнио
- 1990. Вогошћа, Сарајево - Моје чежње, моје наде
- 1991. Посело године 202 - Остављена / Туго моја црноока
- 1991. МЕСАМ - Туго моја црноока
- 1991. Валандово - Стариот џумбуслија
- 1992. Посело 202 - Туго моја црноока / Остављена ја
- 1995. Посело 202 - Ђаволе
- 1996. МЕСАМ - Умри мушки
- 2006. Валандово - Лудува месечина, друга награда публике
- 2006. Фестивал "Драгиша Недовић", Врњачка Бања - Добро јутро, лепи мој, победничка песма
- 2006. Фестивал Бар - Празник, друга награда стручног жирија
- 2006. Беовизија - Конак
- 2007. Фестивал "Драгиша Недовић", Врњачка Бања - Добро смо се нашле (дует са Миром Шкорић)
- 2008. Гранд фестивал - Ничија
- 2018. Сабор, Београд - Добитница естрадно - музичке награде Србије за животно дело
- 2019. Илиџа - Гошћа ревијалног дела фестивала
- 2019. Сабор народне музике Србије, Београд - Гошћа ревијалног дела фестивала
- 2020. Сабор народне музике Србије, Београд - Гошћа друге такмичарске вечери фестивала и добитница Награде националног естрадно - музичког уметника Србије
- 2022. Сабор народне музике Србије, Београд - Сплет песама посвећених Мерими Његомир
- 2023. Сабор народне музике Србије, Београд - Гошћа ревијалног дела фестивала

## Дуети
- 1990. Љубави моја - дует са Хасаном Дудићем
- 1998. Немој ништа причати - дует са Драганом Којићем Кебом
- 1999. Побегуља - дует са Ацком Незировићем, једина песма коју је Ана снимила са Јужним ветром
- 2001. Кумина песма - дует са Миром Шкорић
- 2003. Треба времена - дует са Драганом Којићем Кебом
- 2004. Стани, сузо - дует са Маринком Роквићем
- 2007. Добро смо се нашле - дует са Миром Шкорић
- 2012. Црвено сунце - дует са Шабаном Шаулићем
- 2015. Крај извора Видрована - дует са Марком Роквићем, млађим сином певача Маринка Роквића
- 2017. Успомене (са Иваном Крунић као део групе Луна)
- 2022. Ти си лек за моју душу - са Николом Роквићем (верзија уживо за јубокс специјал)
- 2022. Грам - дует са Зораном Симеуновић
- 2023. Загрли ме - са Халидом Бешлићем